# Mkinga (Distrikt)
Mkinga ist ein Distrikt in der tansanischen Region Tanga mit dem Verwaltungssitz in Kasera. Der Distrikt grenzt im Norden an Kenia, im Osten an den Indischen Ozean, im Süden an die Distrikte Tanga und Muheza und im Westen an die Distrikte Korogwe und Lushoto.

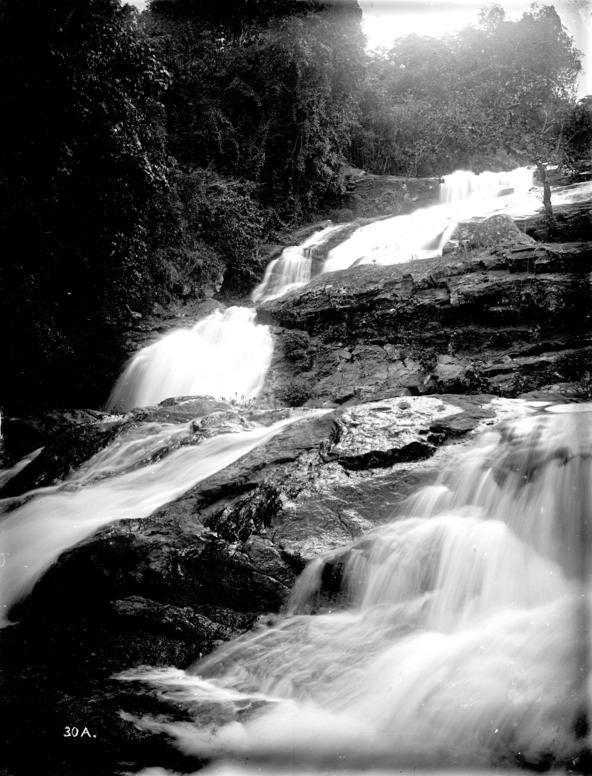
Wasserfälle am Fluss Sigi

## Geographie
Der Distrikt ist 2948 Quadratkilometer groß und hat 146.802 Einwohner (Volkszählung 2022). Topographisch lässt sich das Land in zwei Bereiche gliedern:
- Küstenstreifen: Vom Indischen Ozean steigt das Land in einem 20 bis 30 Kilometer breiten Streifen auf etwa 100 Meter über dem Meeresniveau an.
- Landesinnere: Daran anschließend erhebt sich das Land nach Westen allmählich auf 400 Meter, im nördlichen Bereich, an der Grenze zu Kenia, werden in den Umba Hügeln auch 800 Meter Höhe erreicht.

Der südliche Teil des Territoriums wird vom Fluss Sigi, der die Grenze zum Distrikt Muheza bildet, in den Indischen Ozean entwässert. Der Fluss Umba, der den nördlichen Teil entwässert, fließt nach Osten nach Kenia und mündet ebenfalls in den Indischen Ozean.
Das Klima ist tropisch, Aw nach der effektiven Klimaklassifikation. Die Niederschläge sind mit 450 bis 1000 Millimeter meist ausreichend, sie fallen überwiegend in den Monaten November bis April.

## Geschichte
Mkinga entstand im Jahr 2007 durch Abtrennung vom Distrikt Muheza.

## Verwaltungsgliederung
Der Distrikt ist in 22 Bezirke (Wards) gegliedert:
- Boma
- Bosha
- Bwiti
- Daluni
- Doda
- Duga
- Gombero
- Kigongoi Magharibi
- Kigongoi Mashariki
- Kwale
- Manza
- Mapatano
- Maramba
- Mayomboni
- Mhinduro
- Mkinga
- Mnyenzani
- Moa
- Mtimbwani
- Mwakijembe
- Parungu Kasera
- Sigaya

| Die Bevölkerungszahl von Mkinga stieg von 95.470 im Jahr 2002 auf 118.065 im Jahr 2012. Das Wachstum war auf dem Land mit 25 Prozent stärker als in der Stadt, wo die Einwohnerzahl nur um 10 Prozent zunahm. Bei der Volkszählung 2022 lebten 146.802 Menschen im Distrikt. Von den über Fünfjährigen sprachen sechzig Prozent Swahili, neun Prozent Englisch und Swahili, dreißig Prozent waren Analphabeten (Stand 2012). | Die zur Anzeige dieser Grafik verwendete Erweiterung wurde dauerhaft deaktiviert. Wir arbeiten aktuell daran, diese und weitere betroffene Grafiken auf ein neues Format umzustellen. (Mehr dazu) |

- Bildung: Im Distrikt gibt es 79 Grundschulen und 15 weiterführende Schulen.[7]
- Gesundheit: Für die medizinische Versorgung der Bevölkerung stehen drei Gesundheitszentren und 24 Apotheken zur Verfügung (Stand 2018).[8] Ein Krankenhaus in Mazola ist im Bau (Stand 2019).[9][10]
- Wasser: 55 Prozent der Bevölkerung hatten innerhalb von 400 Metern Zugang zu sicherem und sauberem Wasser (Stand 2018).[11]

| - Landwirtschaft: Die Landwirtschaft ist die wichtigste Einnahmequelle der Bevölkerung. Von den Erwerbsfähigen leben 85 Prozent der Landbevölkerung und 61 Prozent der Stadtbewohner vom Ackerbau. Hauptsächlich zur Selbstversorgung werden Bananen, Reis, Maniok, Mais und Gemüse angebaut. Verkauft werden Sisal, Cashewnüsse, Kokosnüsse und Obst. Mehr als die Hälfte aller Haushalte besitzt Nutztiere, hauptsächlich gehalten werden Hühner, Ziegen und Rinder. - Fischerei: Fischfang wird in den 21 Dörfern am Indischen Ozean praktiziert. Der Ertrag stieg von 10.000 Tonnen im Jahr 2009 auf 13.500 Tonnen im Jahr 2013. - Imkerei: Über Tausend Imker beschäftigen sich mit der Honigproduktion. | Die zur Anzeige dieser Grafik verwendete Erweiterung wurde dauerhaft deaktiviert. Wir arbeiten aktuell daran, diese und weitere betroffene Grafiken auf ein neues Format umzustellen. (Mehr dazu) |

- Verkehr: Durch den Distrikt führt die Küste entlang die asphaltierte Hauptverkehrsstraße T14 von Tanga nach Kenia.[16]

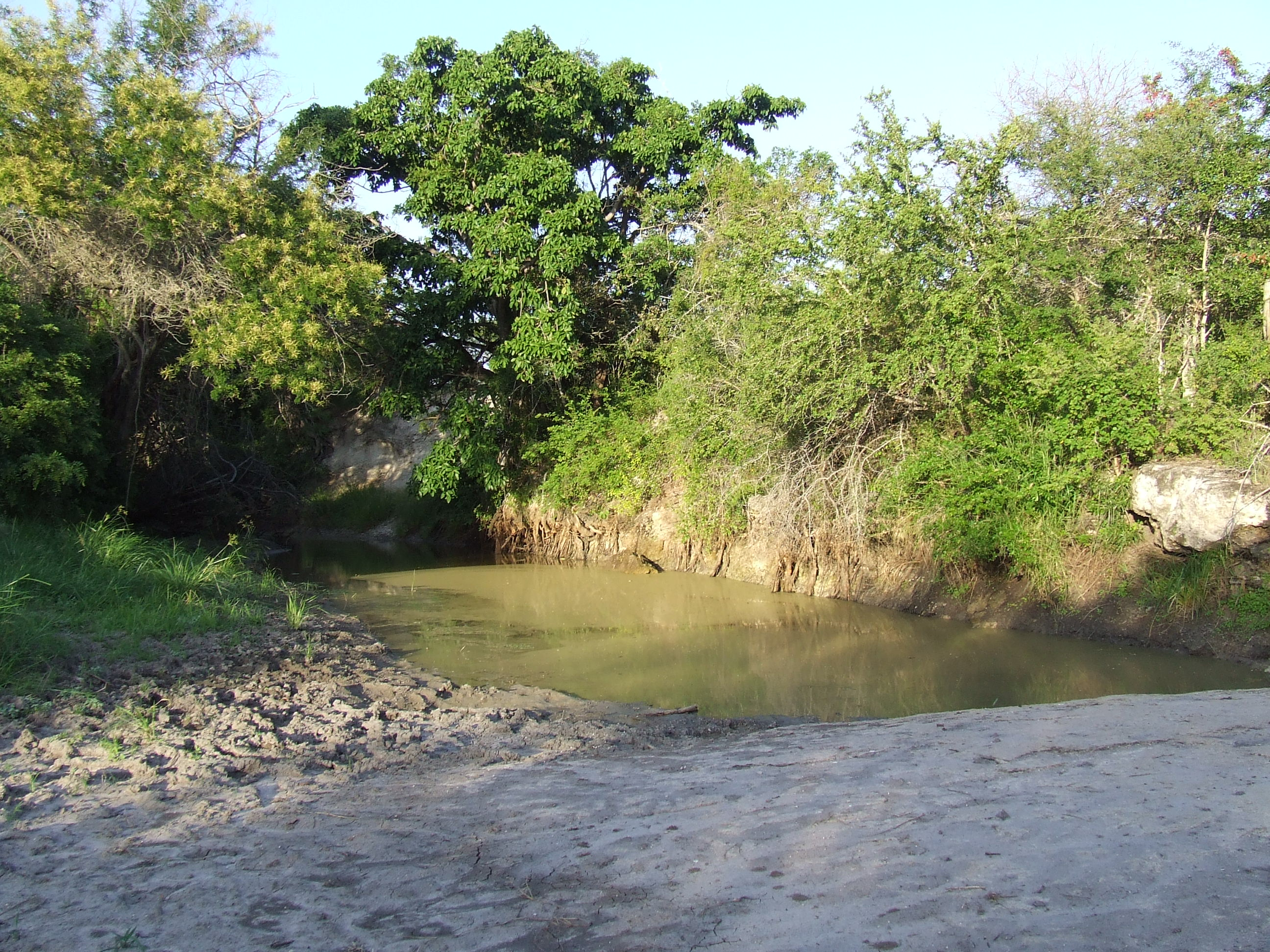
Im Mkomazi-Nationalpark

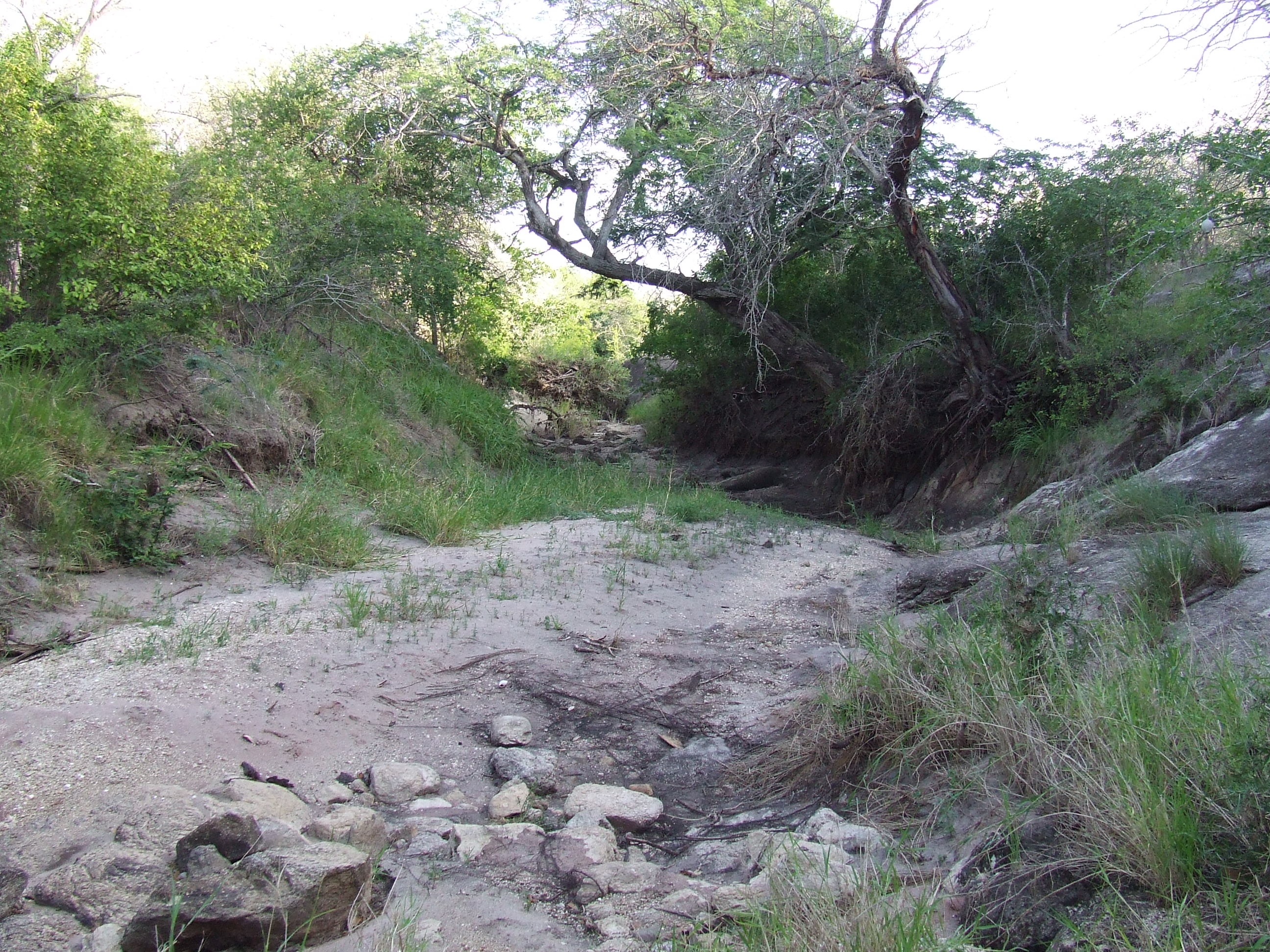
Ausgetrockneter Fluss im Mkomazi-Nationalpark

## Sehenswürdigkeiten
- Mkomazi-Nationalpark: Der Distrikt hat Anteil am 3245 Quadratkilometer großen Mkomazi-Nationalpark und der dazugehörigen Pufferzone, dem Umba Wildreservat.[17][1]